# 道蔵
道蔵（どうぞう）とは、道教の大蔵経（一切経）のことである。「正統道蔵」「続道蔵」あわせて、5485巻。

## 成立
南北朝時代の5世紀前半に、江南地方において三洞説が起こり、
- 洞真部 - 上清経中心
- 洞玄部 - 霊宝経中心
- 洞神部 - 三皇文中心

の道教経典が体系化されたことを以って、道蔵の成立とする説がある。
次いで、武則天の時代に編纂された『一切道経音義』も、その端緒となる。続く道君皇帝・玄宗は、開元中（713年 - 741年）に、『三洞瓊綱』と名づけた道蔵を編纂させた。
宋代には、やはり道教信者であった真宗代に、『大宋天宮宝蔵』4,566巻と『宝文統録』の二種の道蔵が編纂された。前者は、編者張君房が撰した『雲笈七籤』122巻によって窺うことが出来る。
金代には、『大金玄都宝蔵』6,445巻が編纂された。更に、元代には、金蔵の上に全真教の典籍を加えて再編集され、それが、今日の道蔵の原型となった。
元代までの道蔵は、モンゴル帝国時代の1244年成立の「玄都宝蔵」が数篇現存するのみで、その他に今日見ることのできる道蔵は存在しない。

## 正統道蔵
現行の道蔵は、明の正統年間に編纂された「正統道蔵」およびその続編の「万暦続道蔵」である。現行本は、1923年-1926年、上海商務印書館の涵芬楼影印本（上海版）の系統であり、その底本は、北京市の白雲観蔵本である。この白雲館蔵本は、道光25年（1845年）重修本である。
一方、宮内庁書陵部には、正統10年（1445年）刊の正統道蔵5305巻4552帖のうち、1190帖を欠く4115帖が所蔵されている。

## 目録・索引類
- 佐藤忠淳編『道蔵経目録』（1894年）
- 『道蔵経目録』『続道蔵経目録』（『正統道蔵』正一部、第1057冊）
- 『道蔵子目引得』（『哈佛燕京学社引得』25、1942年）
- 『道蔵目録詳註』『大明続道蔵経目録』（広文書局、1975年）
- 『正統道蔵目録索引』（芸文印書館、1977年）
- 『道蔵目録詳註』（台湾商務印書館、1985年）